# Shenaphaenops
Shenaphaenops is een geslacht van kevers uit de familie van de loopkevers (Carabidae). De wetenschappelijke naam van het geslacht is voor het eerst geldig gepubliceerd in 1999 door Ueno.

## Soorten
Het geslacht Shenaphaenops omvat de volgende soorten:
- Shenaphaenops cursor Ueno, 1999
- Shenaphaenops humeralis Ueno, 1999
- Shenaphaenops majusculus Ueno, 1999